# Konsistorium Wittenberg
Das Konsistorium Wittenberg war eine landesherrliche Behörde der evangelischen Kirche mit Sitz in Wittenberg. Das Konsistorium wurde vor 1539 in der Hauptstadt des ernestinischen Kurkreises gegründet. Mit dem Wechsel des Kurkreises an die albertinische Linie der Wettiner nach der Schlacht bei Mühlberg 1547 existierte das Konsistorium als Behörde des Kurfürstentums bzw. ab 1806 Königreichs Sachsen. Es unterstand ab 1580 dem Oberkonsistorium Dresden. 
Das Konsistorium war im Rahmen des landesherrlichen Kirchenregiments zuständig für Kirchen- und Schulangelegenheiten in den Superintendenturen Barby, Baruth, Belzig, Bitterfeld, Dahme, Gommern, Gräfenhainichen, Herzberg, Jessen, Jüterbog, Kemberg, Klöden, Liebenwerda, Schlieben, Seyda, Torgau, Wittenberg und Zahna. 
Nachdem Wittenberg und das umliegende Gebiet mit dem Wiener Kongress 1815 an das Königreich Preußen gefallen waren, wurde das Konsistorium im Jahr 1816 aufgelöst. Die Zuständigkeit für die nunmehr preußischen Superintendenturen übernahm das im selben Jahr gegründete Oberkonsistorium Magdeburg.